# Projeto Humanos
Projeto Humanos é um podcast brasileiro fundado em 2015. De conteúdo narrativo, o podcast foi criado e é apresentado por Ivan Mizanzuk e se tornou um dos mais relevantes do seu gênero no país.

## História
O Projeto Humanos foi lançado em março de 2015, após outro podcast de Ivan, o AntiCast, ganhar notoriedade e ser um dos mais populares do Brasil. Com a intenção de sair do formato de bate-papo, Mizanzuk decidiu criar um conteúdo de teor narrativo (Storytelling). Ao longo dos anos, o projeto foi dividido em diferentes temporadas. A mais popular foi o Caso Evandro, que chegou a se tornar um livro e programa de televisão.
Com mais de 4 milhões de downloads, o podcast recebe, mensalmente, cerca de 100 mil execuções.
Em janeiro de 2021, Projeto Humanos passou a ser um podcast da Globoplay. Em 2024, em sua sétima temporada, passou a ser um podcast Globo.

## Temporadas
| Temporada | Título               | Episódios         | Ano de lançamento |
| --------- | -------------------- | ----------------- | ----------------- |
| 1         | O que faz um Herói   | 6                 | 2015              |
| 2         | O coração do mundo   | 14                | 2016              |
| 3         | O que faz um herói   | 6                 | 2016              |
| 4         | O caso Evandro       | 36                | 2018              |
| 5         | Altamira             | 32                | 2022              |
| 6         | O caso Leandro Bosso | 8 (+ 5 prelúdios) | 2023              |
| 7         | O piloto             | 8                 | 2024              |

### Temporada 1 – As filhas da Guerra
Lançado em 2015 e com seis episódios, Ivan conta a história de Lili Jaffe – uma moça judia que nasceu na Iugoslávia. E durante a 2° Guerra Mundial, ela foi levada ao campo de concentração de Auschwitz. Nesta temporada, o ouvinte conhece um pouco da experiência de Lili Jaffe e como ela chegou ao Brasil.

### Temporada 2 – O Coração do Mundo
Feito em 2016 com 14 episódios, Ivan explora e apresenta as questões que envolvem a Guerra da Síria. Por meio de histórias individuais, cada personagem apresentado nesta temporada contribuiu para mostrar os elementos que compõem os conflitos na região.

### Temporada 3 – O que faz um Herói
Com 6 episódios, também de 2016, Ivan conta histórias de pessoas que, em algum momento, viram-se forçadas a se tornarem heróis. Seis histórias independentes entre si, produzidas por novos colaboradores do Projeto Humanos: Isabela Cabral, Pablo de Assis, Pedro Ferrari, Joviana Marques e Diogo Braga.

### Temporada 4 – O Caso Evandro
Lançado em 2018, com 36 episódios, Ivan conta o caso que aconteceu em 1992 na cidade de Guaratuba, litoral do Paraná, sobre o o desaparecimento do menino Evandro Ramos Caetano de 6 anos. Dividido em 6 partes e fruto de dois anos de investigação jornalística, a narrativa expôs as falhas na investigação, os hiatos e as perguntas não respondidas relativas ao crime. Posteriormente transformado em livro e em série pela Globoplay, esta última indicada ao Prêmio Emmy Internacional de 2022 de melhor documentário.

### Temporada 5 – Altamira
Iniciado em 2022, sobre o caso dos meninos emasculados de Alatamira, na cidade de Altamira, Pará, ocorrido entre 1989 e 1993. Teve 32 episódios.

### Temporada 6 – O Caso Leandro Bossi
Em 2023 trata do caso do sumiço de Leandro Bossi, em Guaratuba, Paraná, relacionado ao Caso Evandro da Temporada 4. Em 8 episódios.

### Temporada 7 – O Piloto
Temporada de 2024, com a história da família Rodrigues, em que conhecemos um pouco mais sobre o a vida do piloto Ilo – e também alguns de seus segredos. 

## Desempenho
Projeto Humanos esteve frequentemente entre os podcasts de maior audiência no Brasil. O podcast estreou na parada de Top Podcasts da Apple Podcasts em julho de 2015, alcançando o topo das paradas em 12 de agosto de 2015. Desde o final de 2018, quando começou a ser creditado como um podcast da produtora Half Deaf, Projeto Humanos alcançou, como pico, a posição #3 em 26 de fevereiro de 2019. Como podcast da Globoplay, estreou nas paradas da Apple em março de 2021.

## Recepção
Em 2019 e 2020, Projeto Humanos entrou na lista de melhores podcasts do ano na Apple Podcasts.